# Zwinnik Blehera
Zwinnik Blehera (Petitella bleheri) – gatunek słodkowodnej ryby z rodziny kąsaczowatych (Characidae). Wcześniej zaliczany do rodzaju Hemigrammus. Nazwany na cześć niemieckiego badacza ryb słodkowodnych Heiko Blehera, który zebrał pierwsze osobniki tego gatunku.

## Występowanie
Baseny rzeki Meta i Rio Negro. Zamieszkuje kwaśne wody o ciemnym zabarwieniu i słabiej przejrzystości (tzw. ciemne wody). Na obecność takich warunków wpływają taniny wydzielane przez rozkładające się liście opadłe na dno zbiornika.

## Wygląd
Dorasta do 5 cm długości. Boki ciała srebrzystobiałe, często z żółtozielonkawym odcieniem. Ubarwienie głowy przy dobrym samopoczuciu ryby krwistoczerwone. Czerwień lekko wykracza poza krańce pokryw skrzelowych. Na płetwie ogonowej czarno-biały rysunek. Pozostałe płetwy bezbarwne. Dymorfizm płciowy słabo zauważalny. Samica jest przeważnie nieco większa i ma bardziej wydatny brzuch. Samiec mniejszy i smuklejszy.

## Podobne gatunki
Zwinnik Blehera został w 2020 roku przeniesiony wraz ze zwinnikiem czerwonoustym (Petitella rhodostoma) do wcześniej monotypowego rodzaju Petitella. Obecnie rodzaj składa się z trzech bardzo podobnych do siebie gatunków. Każdy z nich posiada czerwone ubarwienie głowy oraz czarno-biały rysunek na płetwie ogonowej. U P. bleheri czerwone ubarwienie wykracza poza krańce pokryw skrzelowych, w odróżnieniu od zwinnika czerwonoustego (P. rhodostoma) i czerwonogłówki (Petitella georgiae), gdzie czerwień obecna jest wyłącznie w okolicach otworu gębowego i tęczówki. Ponadto, w przypadku P. bleheri, czarny pas biegnący od podstawy płetwy ogonowej jest bardzo słabo widoczny i nie ciągnie się dalej wzdłuż linii bocznej, w przeciwieństwie do dwóch pozostałych gatunków. Szczęka P. georgiae jest również stosunkowo dłuższa od tej obecnej u P. bleheri.